# ألكس مونير
ألكس مونير (بالإسبانية: Àlex Monner) هو ممثل إسباني، ولد في 27 يناير 1995 ببرشلونة في إسبانيا.

## وصلات خارجية
- ألكس مونير على موقع IMDb (الإنجليزية)
- ألكس مونير على موقع ألو سيني (الفرنسية)
- ألكس مونير على موقع تيرنر كلاسيك موفيز (الإنجليزية)
- ألكس مونير على موقع أول موفي (الإنجليزية)
- ألكس مونير على موقع قاعدة بيانات الفيلم (الإنجليزية)
- ألكس مونير على موقع كينوبويسك (الروسية)